# Przystań Zatoka we Wrocławiu
Przystań Zatoka – przystań na rzece Odra, położona w rejonie osiedla Szczepin i Popowice we Wrocławiu, przy ulicy Długiej. Przystań znajduje się przy Harcerskim Ośrodku Wodnym "Zatoka" prowadzonym w ramach Związku Harcerstwa Rzeczypospolitej. Działają na nim 2 drużyny: 
- 3 Wrocławska Wodna Drużyna Harcerek "Kosodrzewina" im. Poznańskich Żab  
- 25 Wrocławska Żeglarska Drużyna Harcerzy im. Harcerskiego Batalionu Szturmowego "Parasol". 
Port położony jest na lewym brzegu rzeki, na dolnym odcinku Odry śródmiejskiej. 
Teren przy rzece, na którym położona jest przystań, to terasa zalewowa, pomiędzy brzegiem jej koryta, a wałem przeciwpowodziowym. Po przeciwnej stronie rzeki znajduje się Port Miejski. Na tym szlaku żeglugowym, w górę rzeki w kierunku Śródmiejskiego Węzła Wodnego, znajduje się Mieszczański Stopnień Wodny, w ramach którego można przeprawić się przez Śluzę Mieszczańską. W dół rzeki istnieją trzy drogi wodne: zgodnie z biegiem Odry przez Śluzy Rędzin, lub po przepłynięciu tego odcinka szlaku można zawrócić w górę rzeki na dwie drogi wodne: Starą Odrą przez Śluzę Miejską, lub Główną Drogą Wodną przez Śluzę Różanka. 
Położenie przystani nieco na uboczu zapewnia jednocześnie wygodny dostęp do centrum miasta: odległość do Rynku to około 1800 m, a do najbliższego centrum handlowego około 800 m. Przystań posiada wydzielone akwatorium, na które składa się niewielka zatoka przy rzece. Dostępna jest podstawowa infrastruktura taka jak slip, nabrzeże, pole biwakowe, energia elektryczna, bieżąca woda, toalety itd.